# 山形県立山形工業高等学校
山形県立山形工業高等学校（やまがたけんりつやまがたこうぎょうこうとうがっこう、Yamagata Prefectural Yamagata Technical High School）は、山形県山形市にある県立工業高等学校。通称「山工」。2008年4月から2学期制となったが、2010年4月より3学期制に戻している。

## 設置学科
- 全日制課程
  - 機械技術科
  - 電気電子科
  - 情報技術科
  - 建築科
  - 土木・化学科

## 部活動
- 運動部：応援団、野球部、サッカー部、バレーボール部、バスケットボール部、柔道部、剣道部、弓道部、ソフトテニス部、テニス部、卓球部、バドミントン部、ハンドボール部、陸上競技部、水泳部、山岳部、スキー部、空手道部
- 文化部：絵画部、演劇部、文芸部、写真部、吹奏楽部、科学部
- 愛好会：将棋、ボランティア、イングリッシュクラブ、新聞、放送
- 研究会：機械システム研究会、電子システム研究会、情報システム研究会、建築システム研究会、環境システム研究会

## 沿革
- 1920年 - 山形県立山形工業学校として開校
- 1948年 - 山形県立山形第三高等学校に名称変更
- 1950年 - 山形県立山形工業高等学校に名称変更
- 2010年 - 創立90周年を迎える
- 2016年 - 新校舎(東棟  西棟)完成
- 2018年 - 新校舎(体育館 武道館)完成
- 2020年 -創立100周年予

## 交通
- JR北山形駅より徒歩25分
- 山交バス「千歳公園待合所」バス停より徒歩5分

## その他
- 国家資格の基本情報技術者試験（FE）の午前科目免除制度の認定校となっている[1][2]。山形県内の高等学校としては、本校と酒田光陵高等学校のみとなっている。

## 周辺の高等学校
- 山形県立山形東高等学校（隣接しており、学内施設の一部を共有している）
- 山形県立山形北高等学校